# Sid Ramin
Sid Ramin (Boston, 22 de janeiro de 1919 - Nova Iorque, 1 de julho de 2019) foi um compositor estadunidense. Venceu o Oscar de melhor trilha sonora na edição de 1962 por West Side Story.
Ramin morreu em sua casa em Nova Iorque em 1 de julho de 2019, aos 100 anos de idade.